# Spencer Wilton
Spencer Wilton, född den 1 februari 1973 i Ipswich, är en brittisk ryttare.
Han tog OS-silver i lagtävlingen i dressyr i samband med de olympiska tävlingarna i ridsport 2016 i Rio de Janeiro.